# Colla de Selva
La Colla de Selva és el nom que rep un grup de bandolers mallorquins que tengué com a centre de la seva actuació la vila de Selva, en el període 1615-1620.

## La família FerragutBoda
La Colla de Selva va ser un grup de bandolers adscrit al bàndol de Canamunt. L'estol gravitava entorn de la família Ferragut de malnom Boda. Els Ferragut eren un grup familiar selvatgí acomodat, amb interessos econòmics diversificats (olivars, tafones i fins i tot la teulera de Selva). Tenien la casa pairal a la part de Valella i el rafal de s'Olivaret. A la colla hi participà de manera activa tota la família, des del pare i la mare als fills més petits. El primer cap de colla va ser en Bartomeu Ferragut Boda, conegut com lo Negret Boda.
- Mateu Ferragut es Capellà Boda fou l'artífex de la colla. S'apropà als Canamunt arran d'un plet mantengut per un benefici de la Seu. La seva condició d'eclesiàstic li permetia circular lliurement per tota l'illa duent les ordres dels caps de Canamunt, en especial de Pere de Santacília i Pacs i de Pere Fortesa.[1]

## Primeres activitats de la colla
L'esbart estava integrat per una trentena de persones. Algun dels integrants de la colla varen ser reclutats per diversos cavallers abans de 1618. Iniciaren les seves activitats devers l'hivern de 1615-16 i pareix que alguns dels membres participaren en l'assassinat de mossèn Baptista Arades. Les primeres actuacions del grup se situen entre 1617 i 1618. En un primer moment el seu paper en les lluites de Canamunt i Canavall era molt secundari, actuant com a força de reserva de les faccions nobiliàries. Es limitaven a bandolejar per la part forana i a atemorir els seus enemics. A vegades, quan els caps de Canamunt decidien cometre una acció contra els seus enemics (fer un efecte, molt sovint un assassinat) entraven a la ciutat alguns bandolers, amagats i protegits pels cavallers, fins que havien duit a terme les seves comeses i retornaven a muntanya.
La colla tenia com a centre la vila de Selva i el santuari de Lluc. Rebien aixopluc a Alfàbia i altres possessions. A diverses viles hi havia capellans i altres fautors que els informaven i passaven ordres, armes, robes o aliments. Jaume Serra i Barceló considera que la colla tenia una estructura militar. Cada bandoler duia dues o tres armes de foc, a més de coltells i dagues. Caminaven arreplegats quan convenia i es podien dispersar en grups reduïts quan es tractava de fer-se escàpols o actuar de manera discreta.

## La batalla del Grau de Lluc
L'any 1618, en el Grau de Lluc, a la possessió d'es Guix, un grup nombrós de bandejats de la Colla de Selva fou atacat pels comissaris reials. Aquests comissaris eren, en bona part, bandolers de Canavall comissionats per perseguir-los. Els comissaris estaven dirigits per l'algutzir i poeta Miquel Ferrando de la Càrcel. Però els bandolers de la Colla de Selva atacats tenien guiatge del jutge de la Reial Audiència, el Doctor Agustí Albanell. El lloc on s'esdevingué l'enfrontament s'ha conegut des d'aleshores com es Coll de sa Batalla.
- Miracle de la Mare de Déu de Lluc. Aquell dia, en el Grau de Lluc, els comissaris encalçaven el bandejat Miquel Llinàs i li tiraren moltes arcabussades, ferint-lo. Quan el comissari que el perseguia es trobava només a tres o quatre metres disposat a capturar-lo o matar-lo allà mateix, Miquel armat tan sols amb un matxet, tenia un rosari a les mans i resava, al passar d'una bardissa s'anellà i veient-se perdut començà a invocar nostra senyora de Lluc. La Mare de Déu l'emparà i el comissari no el va veure, podent-se refugiar a la casa de nostra senyora.[2]

Com a conseqüència de la batussa, en la qual miraculosament no morí ningú, la Colla de Selva restà desfeta. Part dels seus integrants, 14 membres, foren capturats i tancats a la Torre de l'Àngel. Mentrestant part de la família Boda, encapçalada pel sacerdot Mateu Ferragut es Capellà Boda, s'havia traslladat a Ciutat per intentar alliberar els presos. Però jutjats de manera sumària foren executats Bernat Ferragut Boda, Pau Santacreu i Antoni Domingo Menescal.

## L'assassinat de Jaume Joan de Berga
No sembla que el jutge Jaume Joan de Berga estàs adscrit a cap bàndol, més aviat es tractava d'un jurista partidari de reforçar el poder reial en contra dels bàndols. Aquesta posició li generà enemics. Un d'ells, el Doctor Albanell, va ser acusat de divulgar el seu vot particular en la sentència dels bandolers de Selva. Albanell estava adscrit a Canamunt i havia proporcionat el guiatge a la colla. Berga justificà que havien perdut el dret a guiatge perquè anaven agavellats i armats.
Un dels autors materials de l'assassinat de Berga va ser Jeroni Pau de la Cavalleria. El primer intent d'assassinar el Doctor Berga va ser el mes d'abril de 1619. Dugueren a Ciutat el bandoler Antoni Gibert Treufoc, allotjat al palau de Pere de Santacília i Pacs, però no va ser possible dur a terme l'acció i tornaren a les muntanyes. Finalment el 23 de maig de 1619 Treufoc assassinà l'oïdor de l'Audiència d'una arcabussada. El 25 de maig ja estaven tancats destacats membres de Canamunt com Jordi Sureda de Calbet, Nicolau Togores de Montanyans i altres. El 6 de juliol ja estaven empresonats Nicolau Quint, Jeroni Pau de la Cavalleria i Antoni Gibert Treufoc. El bandejat Treufoc i Jeroni Pau de la Cavalleria foren condemnats a mort i executats.
La casa dels Boda a Selva va ser esbucada. L'assassinat de Jaume Joan de Berga representà la dispersió de la Colla de Selva. Reunits a Lluc, els bandolers, dirigits ara per Joan Ferragut Boda decidiren separar-se en petites unitats. A partir de 1620 les colles de bandolers, entre les quals hi havia antics membres de la Colla de Selva, esdevengueren petites i actuaven a territoris concrets, tot i persistir importants xarxes de solidaritat.
Mateu Ferragut es Capellà Boda, fou l'únic dels autors materials de l'assassinat de Berga que romangué en llibertat. Va abandonar l'illa de Mallorca en una de les naus de Sant Joan de Malta i, desembarcat a Itàlia, la seva figura es perd en aquella península.

## Els membres de la Colla
Nadal Serralta, Antoni Gibert Treufoc, Jaume Gamundí «Fembra», Pere Amengual lo Bord Gater, Antoni Domingo Menescal, Joan Santacreu, Bartomeu Campamar de Bóquer, Jaume Cifre Cantarelles, Antoni Cànaves de Menut.
Joan Ferragut Boda i els seus fills Bartomeu es Negret Boda, Joan, Llorenç, Simó i Mateu es Capellà Boda.